# Tana (fiume)
Il Tana, lungo 780 chilometri, è il più lungo fiume del Kenya e dà il nome al Distretto omonimo. Il fiume nasce sui Monti Aberdare, a ovest di Nyeri. Inizialmente scorre verso est, prima di dirigersi a sud girando attorno al massiccio del Monte Kenya. In seguito attraversa i laghi artificiali di Masinga e di Kiambere, creati dalla diga di Kindaruma. Oltrepassata la diga il fiume si dirige a nord e fa da confine alle riserve di Meru e North Kitui e di Bisanadi, Kora e Rabole. All'interno delle riserve il fiume svolta ad est e in seguito a sud-est. Prima di sfociare nell'Oceano Indiano, nella Baia di Ungwana, attraversa le città di Garissa, Hola e Garsen.